# Nerio Neri
Nerio Neri I4NE (Faenza, 11 febbraio 1935 – Bentivoglio, 23 febbraio 2022) è stato uno scrittore e radioamatore italiano.

## Biografia
Appassionato di radio e radioamatore, fu direttore della rivista Radio Kit Elettronica e presidente dell'A.I.R.E. (Associazione Italiana Radio d’Epoca). Fu consigliere e Vicepresidente Nazionale dell’A.R.I., Associazione Radioamatori Italiani.
Scrisse molti libri relativi all’attività radiantistica, ed in particolare uno dei testi utilizzati da migliaia di radioamatori in Italia per la preparazione all'esame per il conseguimento della Patente ministeriale di abilitazione. Le numerose edizioni del suo libro, sono sempre state aggiornate rispetto ai programmi d'esame ministeriali per il conseguimento della patente, oggi valida come certificato HAREC in seguito al recepimento in Italia delle Raccomandazioni CEPT TR 61-01.
Personaggio schivo, di vastissima cultura, contribuì a promuovere le attività della stazione Marconiana IY4FGM sita in Villa Griffone che vide Marconi fare i suoi primi esperimenti. Probabilmente il culto per Guglielmo Marconi derivava sia dai suoi studi sia dalle stesse origini romagnole. 

## Opere
- Radiotecnica per radioamatori, 1ª ed., Associazione Radioamatori Italiani, 1962. Il libro è stato oggetto di numerose ristampe e di successive edizioni, con le aggiunte relative alle nuove tecnologie di trasmissione digitali e una sezione riguardante le normative e leggi.
- ABC delle radio a valvole, Ed. C&C.
- Antenne - linee e propagazione, ristampa del 2015, Ed. C&C, 2015, 284 p.
- Antenne - progettazione e costruzione, 5ª ristampa, Ed. C&C, 2015, 240 p..
- Costruiamo le antenne, 2 vol., in collaborazione con Rinaldo Briatta, Edizioni C&C, 2012.
- Gli oscillatori a cristallo, Ed. C&C, 64 p.
- Radio-elettronica alla maniera facile, Ed. C&C, 288 p.
- Radio elementi, Ed. C&C,
- Radiointerferenze, Ed. C&C, 128 p.
- Temi d’esame per la patente di radioamatore, in collaborazione con Arsenio Pedretti, 3ª edizione riveduta e ampliata, ristampa, ottobre 2014.